# Onda de Radcliffe

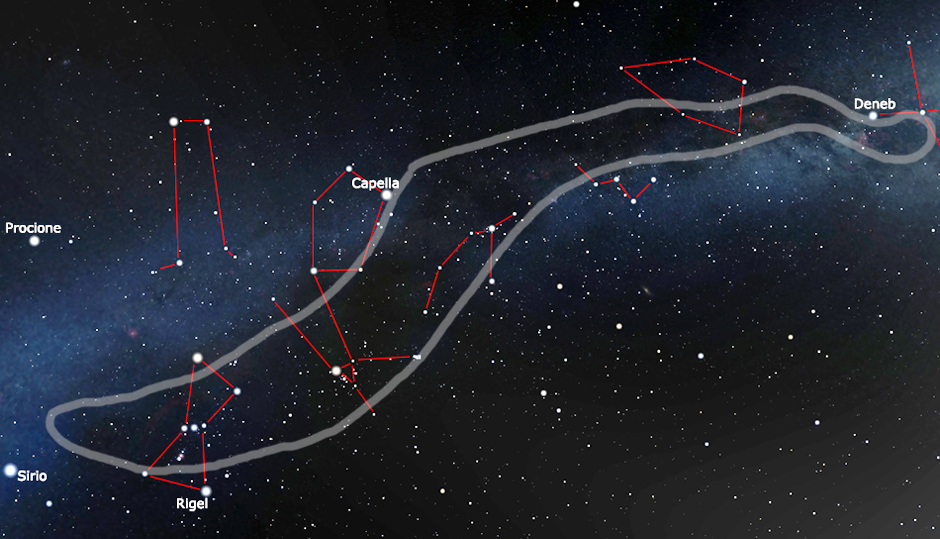
Esquema aproximado de la onda Radcliffe en el cielo nocturno de la Tierra

Vía Láctea.

La onda de Radcliffe es la estructura gaseosa coherente más cercana de la Vía Láctea, salpicada de una alta concentración relacionada de viveros estelares interconectados. Se extiende unos 8.800 años luz. Sigue la trayectoria de los brazos de la Vía Láctea, y se encuentra en su punto más cercano (la Nube Molecular de Tauro) a unos 400 años luz y en su punto más lejano a unos 5.000 años luz (el complejo estelar de Cygnus X) del Sol, siempre dentro del propio Brazo Local (Brazo de Orión), abarcando alrededor del 40% de su longitud y una media del 20% de su anchura.
Su descubrimiento se anunció en enero de 2020 y su proximidad sorprendió a los astrónomos.

## Formación
Los científicos no saben cómo se formó la ondulación de polvo y gas; se ha sugerido que podría ser el resultado de la colisión de una galaxia mucho más pequeña con la Vía Láctea, dejando tras de sí "ondulaciones", o podría estar relacionado con la materia oscura. En el interior de las densas nubes, el gas puede comprimirse tanto que nacen nuevas estrellas; se ha sugerido que podría ser aquí donde se originó el Sol.
Se creía que muchas de las regiones de formación estelar encontradas en la onda de Radcliffe formaban parte de un anillo de tamaño similar pero algo heliocéntrico en el que se asentaba nuestro sistema solar, "el Cinturón de Gould". Ahora se entiende que la concentración relativa más cercana y discreta de materia interestelar dispersa forma, en cambio, una onda masiva.

## Descubrimiento
La onda fue descubierta por un equipo internacional de astrónomos entre los que se encuentran Catherine Zucker y João Alves. Fue anunciada por la coautora Alyssa A. Goodman en la 235.ª reunión de la Sociedad Astronómica Americana, celebrada en Honolulu, y publicada en la revista Nature el 7 de enero de 2020. El descubrimiento se realizó con datos recogidos por el observatorio espacial Gaia de la Agencia Espacial Europea. La onda era invisible en 2D, por lo que fueron necesarias nuevas técnicas 3D de cartografía de la materia interestelar para revelar su patrón. La proximidad de la onda sorprendió a los astrónomos. Lleva el nombre del Instituto Radcliffe de Estudios Avanzados de Cambridge (Massachusetts), lugar de estudio del equipo.

## Visión general
La onda Radcliffe contiene cuatro de las cinco nubes del Cinturón de Gould, los:
- Complejo molecular de la nube de Orión
- Nube de Perseo
- Nube molecular Taurus
- Cepheus OB2.

La nube que no está en su ámbito es el complejo de nubes Rho Ophiuchi, que forma parte de una estructura lineal paralela a la onda Radcliffe.
Otras estructuras en la onda, más alejadas del sistema estelar local, son Canis Major OB1, la nebulosa Norteamérica y Cygnus X.
La masa de esta estructura es del orden de {\displaystyle \geq 3\times 10^{6}} M☉Tiene una longitud de 8,8 años-kiloluz (2,7 kpc) y una amplitud de 520 años-luz (160 pársec). La onda de Radcliffe ocupa aproximadamente el 20% de la anchura y el 40% de la longitud del brazo local (Brazo de Orión). Este último está más disperso en cuanto a su medio interestelar que la onda y tiene más regiones de formación estelar de gran tamaño, como Monoceros OB1, la nebulosa California, Cepheus Far y Rho Ophiuchi.